# Hadleigh (Essex)
Hadleigh is een plaats in het bestuurlijke gebied Castle Point, in het Engelse graafschap Essex. De plaats telt 18.300 inwoners.

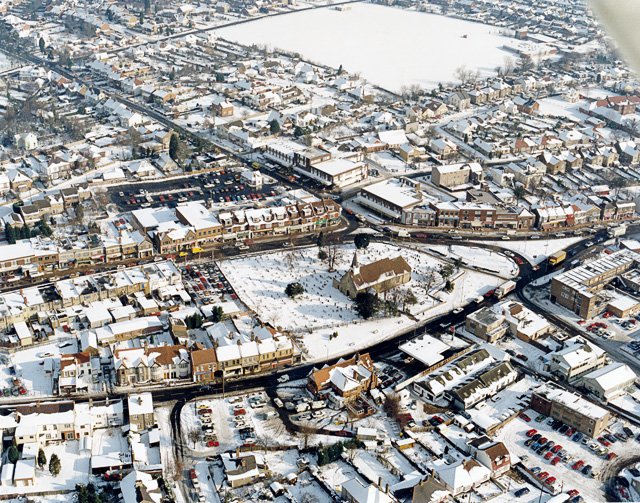
Centrum van Hadleigh (winterse luchtfoto)
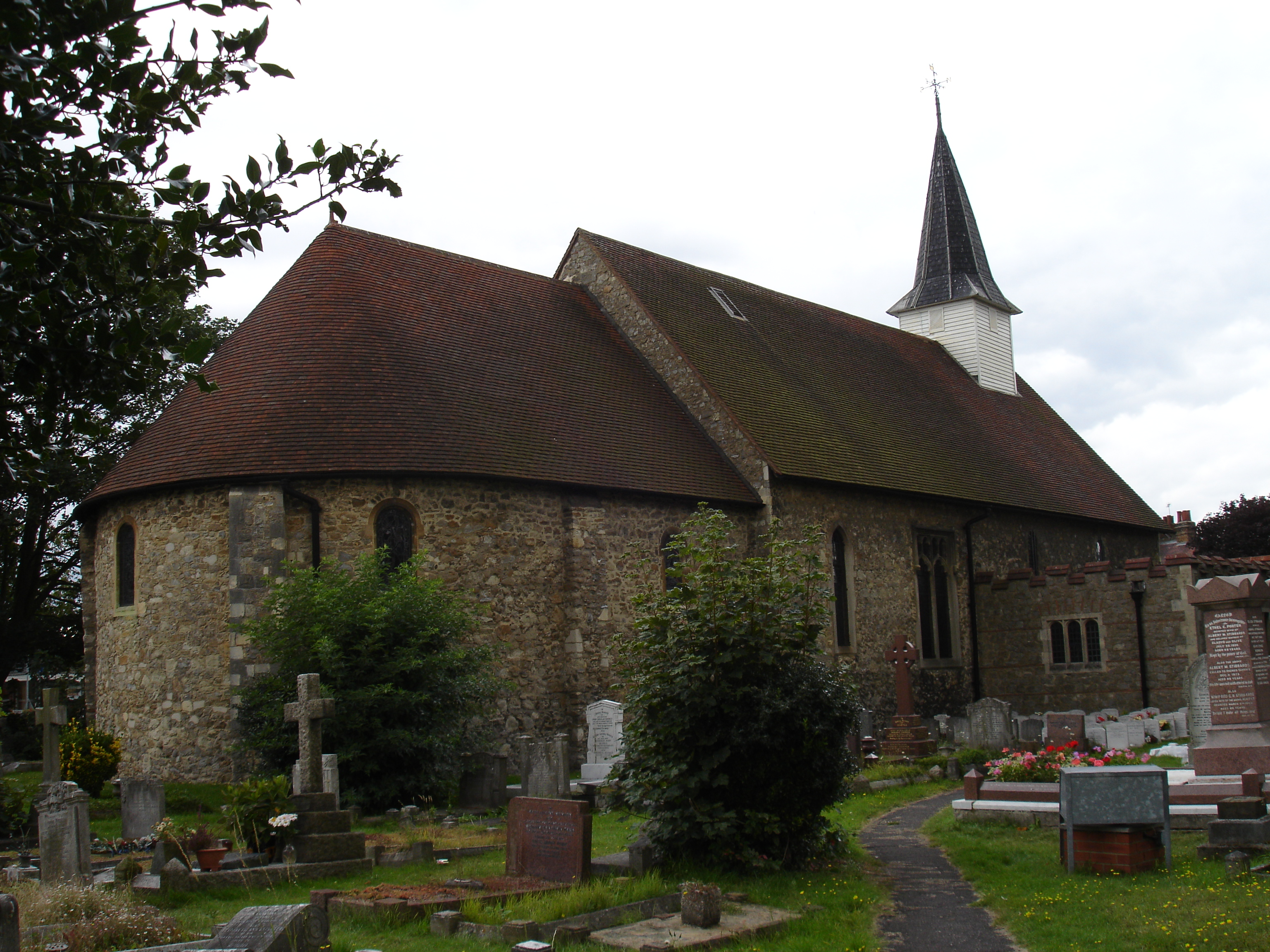
Kerk van St James the Less